# Semjon Varlamov

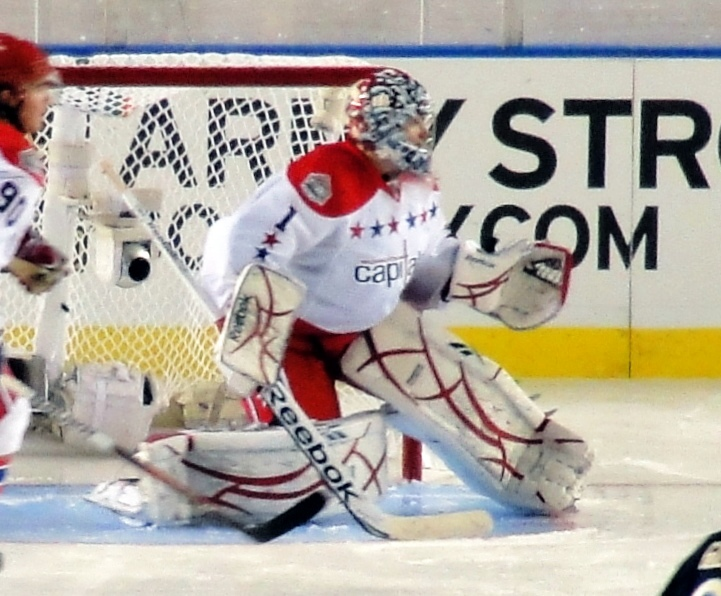
Semjon Varlamov, 2011.

Semjon Aleksandrovitj Varlamov (ryska: Семён Александрович Варламов), född 27 april 1988 i Samara, Sovjetunionen, är en rysk ishockeymålvakt som spelar för närvarande spelar för New York Islanders i NHL.

## Spelarkarriär
Varlamov draftades i första rundan som 23:e spelare totalt i 2006 års NHL-draft. Den 13 december 2008 debuterade Varlamov som startmålvakt för Washington Capitals borta emot Montreal Canadians. Capitals vann matchen med 1-2 och Varlamov blev utsedd till matchens förste stjärna.[[Fil:|alt=|miniatyr|213x213px|Semjon Varlamov i Colorado Avalanche]]I 2009 års Stanley Cup-slutspels åttondelsfinal emot New York Rangers petade Varlamov José Théodore som Capitals startmålvakt. Varlamov gjorde sin Stanley Cup-debut den 18 april 2009, matchen därefter höll Varlamov sin första nolla i NHL. Varalmov var en bidragande orsak till att Capitals slog ut Rangers och gick till sin första kvartsfinal i Stanley Cup sedan 1998.
I början av säsongen 2009-10 blev Varlamov skadad och därför nedskickad till farmarlaget Hershey Bears i AHL. Den 10 mars 2010 kallades Varlamov tillbaka till Capitals. Varlamov blev även som yngsta spelare uttagen som tredjemålvakt i den ryska truppen till OS 2010.
Den 1 juli 2011 skrev Varlamov ett treårskontrakt med Colorado Avalanche.

## Klubbar
- Lokomotiv Jaroslavl 2004–05 – 2007–08
- Hershey Bears 2008–09
- Washington Capitals 2008–09 – 2010–11
- Colorado Avalanche 2011–12 – 2018-19

## Meriter
- JVM-silver 2007
- Calder Cup 2010
- VM-silver 2010
- VM-guld 2012